# Oreobates lehri
Oreobates lehri is een kikker uit de familie Strabomantidae en werd voor het eerst wetenschappelijk beschreven door Padial, Chaparro en De la Riva in 2007. De soort komt voor in Peru in de regio Cuzco op hoogtes van 2430 tot 2800 meter boven het zeeniveau.